# Barre au front

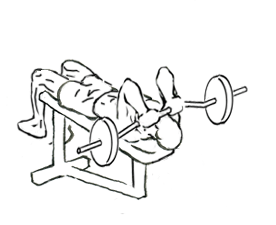
Abaissement de la barre, sans toucher le front.

La barre au front est un mouvement de musculation qui cible les triceps (arrière du bras) et a recours dans une moindre mesure aux avant-bras.

## Exécution du mouvement
Le pratiquant, allongé sur le dos sur un banc, tient une barre à disques (de préférence courbée) au-dessous des épaules, les bras raides et les mains peu écartées. En fléchissant les coudes il baisse la barre d'une manière contrôlée jusqu'à ce qu'elle approche du front, avant de retourner la barre à sa position de départ. On peut également descendre la barre à un point derrière la tête.
Comme suggère son surnom brise-crâne il y a un risque de blessures graves à la tête si la barre est lâchée. Il est possible de remplacer cet exercice par l'extension des triceps à la poulie au lieu de poids libres au-dessus de la tête. Pour éviter de faire du mal aux coudes, il vaut mieux réduire la charge et augmenter le nombre de répétitions (10-15).